# 月滿水沙漣
《月滿水沙漣》（英語：Love In Sun-Moon Lake），2009年台灣偶像劇，為客家電視台偶像劇，本劇改編自莎士比亞《羅密歐與茱麗葉》，百薇廣告事業股份有限公司製作，由梅芳、溫吉興、黃采儀、徐灝翔、張書偉、亞里、郎祖筠、張雁名主演。2009年2月7日開鏡，5月14日殺青，5月18日起於客家電視台首播。

## 播出時間

### 首播
| 頻道       | 所在地 | 播放日期      | 播放時間          |
| ---------- | ------ | ------------- | ----------------- |
| 客家電視台 | 臺灣   | 2009年5月18日 | 每週一至週四20:00 |
| 八大戲劇台 | 臺灣   | 2009年6月13日 | 每週六至週日12:00 |
| HiHD頻道   | 臺灣   | 2010年8月30日 | 每週一至週五22:00 |

## 演員陣容

### 主要演員
| 演員   | 角色     | 介紹 |
| 梅芳   | 陳游香妹 | 七十幾歲的寡母，年輕時丈夫被徵召前往南洋死於砲火之中，從原本以夫為天的客家女人一夕之間必須扛下龐大的茶莊，扶養一兒一女還要應付日本人欺壓、國民政府接收後改朝換代的亂象，一直撐到兒子接棒。她是陳氏茶莊的「老頭家娘」，是「媽媽」、「婆婆」、「阿婆」，甚至是「帳房」、「廚娘」...就是忘了自己是一個「女人」。所以，香妹說的每一句話是大家奉行的「聖旨」，她要求嚴格、一絲不苟，給人一種不可侵犯的威嚴感。唯獨孫女瓊音可以讓她的心變得柔軟。 |
| 溫吉興 | 陳聰在   | 陳氏茶園第二代，在母親強勢介入下，聰在雖然有能力也有想法，但是，卻經常在人群中消失了聲音。這輩子唯一一件違逆母親的事情就是獨排眾議娶了本省籍媳婦，聰在對於妻子的愛變成佔有、變成嫉妒、變成可以毀掉一切的非理性。性格決定命運，聰在被身體裡的懦弱跟嫉妒拉扯，權力變成他戰爭的武器。失去心愛的女兒之後才知道他愛的習題不及格。 |
| 黃采儀 | 陳杜秋桂 | 曾經是茶園裡的採茶姑娘，甜美的外表吸引了日本留學回來的少爺。在貧窮的壓力下，捨棄青梅竹馬的明中嫁給少爺聰在。豈料別人眼中飛上枝頭當鳳凰的人生，竟是以忍氣吞聲為開端。在客家、閩南不一樣的女人家族文化裡，秋桂動則得咎，委屈、暗自哭泣忍過了大半人生，好不容易媳婦熬成婆，進門的媳婦竟然是日本女人信子。秋桂小心保護的陳家大媳婦地位出現了裂痕，當年被她拋棄的青梅竹馬明中回到家鄉買下對手的莊園......秋桂心裡的秘密變成她最大的敵人。        |
| 亞里   | 陳瓊音   | 一個懷抱夢想、天真浪漫的才女。遺傳自阿婆的精明，瓊音是天生的行銷天才，她有令長輩疼惜、同輩佩服、晚輩喜愛的特質。不是溫柔婉約的千 金大 小姐，而是，喜歡冒險、好奇、充滿生命力的女孩子，無論是音樂、文學都難不倒她，唯獨唱歌這件事情是她的罩門。因為熱愛音樂的瓊音，人如名字的諧音『窮音』，她是一個開口唱歌五音不全的音痴。 |
| 張雁名 | 林嘉佑   | 是一個對音樂有天分、聽覺敏銳的大男孩。他有無邪的笑容，像陽光般的性格。單純的嚮往在偏遠小學教書的生活，從外表絕對看不出來他家世優渥，因為他沒有強烈的物質慾望，也沒有驕奢的公子哥兒氣息，甚至有時候會透露出一點點傻、一點點憨。對單純質樸的嘉祐而言，音樂是他的生命，愛情是他的信仰。沒有愛，這世界就沒有光芒。 |
| 張書偉 | 周世明   | 陳家的世交之子，從小就和瓊音指腹為的未婚夫，家族從事茶葉進出口貿易，外貌俊朗行事成熟，是個風度翩翩的生意人，舌燦蓮花，表裡不一，自幼就聰明狡猾，為達目的而不擇手段，對瓊音並無太多的愛意，僅為了利益而與瓊音聯姻，企圖獲取更大權勢地位。當他知道瓊音與嘉祐兩心相許甚至意圖毀婚之時，讓他心裡的黑暗種子頓時發芽壯大，便開始暗自盤算如何拆散兩人的戀情，以達到讓他順利娶得瓊音的目的。                                                        |

### 其他演員
| 演員   | 角色   | 介紹 |
| 郎祖筠 | 陳秀琴 | 沒嫁出去的老姑婆，在青春消逝之後，變得孤僻、難相處、對事情的看法處處偏激、獨斷。換一種說法，秀琴敢說真話，直言不諱，反正人生都到這裡了，有什麼不能說，有什麼不敢說，是怨、是恨、是開心、是歡笑，對他來說，都只是一時的情緒，不代表什麼意義。在仍有青春戀夢的時候被母親活生生斷了幸福，秀琴埋藏在心底未開啟的熱情，投射在瓊音義無反顧的愛情裡，彷彿她自己的人生在瓊音的愛情裡重新活了一遍。                                                                                 |
| 藍葦華 | 廖成   | 因在閩南家庭裡長大的外省人，台語說得比普通話還要遛。作什麼事情都不牢靠的廖成，成事不足、敗事有餘。白目又兩光、擺盪在正義與邪惡之間，作對事情不是他的能力，作錯事情也不是他故意，天性散漫的小人物性格，讓人又好氣、又好笑。廖成一心想要當一個電影導演，不論到哪裡都遊說別人出資當他的金主，滿腦子幻想的廖成經常被人唾棄他不切實際。 |
| 林鴻翔 | 林明中 | 一個白手起家的經濟奇蹟代表。早年吃苦奮鬥的經驗，讓滄桑的皺紋在明中的臉上留下成熟的印記，比起一直過著衣食無憂的聰在，明中的眉宇之間，多了一份堅毅跟自信。是個天塌下來由他扛的漢子。從表面上看來，沒有人知道他心裡的柔情，藏了多年的秘密，就是再見當年初戀的女友秋菊一面。對於妻子廖雪，明中對她的感情勝過愛情，是他真誠的家人、事業的伙伴、孩子的母親，卻不是心裡可以遼原的愛侶。明中的硬漢風格跟聰在的富家溫和仕紳全然不同，執著讓人不得不愛他，但是，固執又讓人氣得跳腳。 |
| 梁家榕 | 廖雪   | 帶著年幼弟弟廖成逃難來台依親，一踏上岸，便傳來親戚舉家遷往他國的消息。舉目無親的廖雪巧遇離開家鄉為事業奮鬥的明中，被明中收留。懷著感激之心嫁給明中，在大陸接受過教育，飽讀詩書的廖雪成為明中名符其實的賢內助。下得廚房、出得廳堂，更是林家經濟大權的大總管。廖雪宛如紅樓夢裡長袖閃舞的王熙鳳，知進退也懂爭取。唯獨愛情這件事情，她不懂也參不透，在兒子嘉祐寧願犧牲生命也無所懼的愛情裡，她成了斷送年輕生命的劊子手，悔恨欷噓不已。                                         |
| 徐灝翔 | 陳至昌 | 從小是阿婆跟父母捧在手心裡的寶，順著父親的意思前往日本求學，孰料，學業未果，卻帶回懷孕的日本妻子。至昌是家中的霸子，不把任何人放在眼裡，雖然不至於逞兇極惡，但是，被保護過渡的結果造成他不辯是非善惡、不解人飢己飢，以玩樂為至上卻對自己犯下的錯誤充滿藉口。不負責任、玩世不恭都不足以勝過他的無知，是一個令人同情的敗家子。 |
| 朱蕾安 | 信子   | 一個日本丈夫是天，唯命是從的女子。懷孕的信子面對強勢的客家太婆、不跟他互動的閩南婆婆、浪蕩的丈夫，飄洋過海的孤單讓她終日以淚洗臉。失去孩子的痛苦，讓她同時失去活下去的力量。但是，同是女人的同理心、包容心，因為瞭解失去的痛苦，從對立、猜忌、互相埋怨、折磨到善解對方。信子的宿命、秋菊的認命、太婆的抗命...三個世代的女人，三個不同的環境成長，造就出他們的命運。 |
| 陳沂   | 林曉彤 | 青春期的曉彤崇拜偶像瓊瑤，一出口就是夢幻的台詞，演出不食人間煙火的假象。看了時下流行的中影電影「梅花」、「汪洋中的一條船」她又化身為熱血女知青。不懂愛情又為賦新詞強說愁的少女情懷表露無遺，在哥哥嘉祐的愛情裡扮演了催情劑跟潑冷水的作用。 |
| Q妹    | 何南生 | 小學裡的保健室護士小姐，因為身材高大，經常被誤認為男生。明明是女生名字卻叫做「南生」，因為她是在南方生的。南生暗戀嘉祐，不論是織圍巾、送午餐、縫鈕釦，南生都默默的付出。是劇裡的甘草人物，就像生活在我們周圍的善良小人物，讓人覺得窩心。 |

### 客串演出
- 公正合唱團、王柏傑

## 電視劇歌曲
| 曲別   | 歌名     | 演唱者 | 作詞   | 作曲   |
| 片頭曲 | 會無     | 郎祖筠 | 饒瑞軍 | 蔡庭貴 |
| 片尾曲 | 客家媳婦 | 彭佳霓 | 陳國華 | 陳國華 |

## 重要場景
- 日月潭國家風景區
- 貓囒山觀景台
- 水社親水步道
- 大竹湖步道
- 八卦茶園
- 埔里桃米生態村三茅屋民宿

## 製作團隊
- 監製：湯昇榮
- 製作人：胡百薇
- 編劇：黃素玉
- 導演：張修誠
- 製作公司：百薇廣告事業股份有限公司
- 贊助單位：南投縣政府

- 督導：崇吉
- 統籌：葉振興
- 製作協調：龔心怡、饒瑞軍
- 片頭設計：鄭志賢、陳仁彥
- 企劃：周志偉
- 副導：張麗真、林雅玲
- 助導：陳偉強
- 場記：洪葦
- 執行製作：周國華
- 製片助理：李世章、莊國榮
- HD調光：蜻蜓製作傳播有限公司
- 攝影師：韓紀軒
- 攝影助理：顧思廣、詹宇修
- 燈光助理：李紹銘、李克新、谷又祥、王建銘、白昆生
- 造型：曾翊琳
- 服裝：許杏萱
- 梳化：楊怡立
- 梳化助理：黃琳雁
- 美術：張文耀
- 陳設：張仲仁
- 道具：林文棋、高溥權、王龍濤
- 同步收音：林啟榮、丁齊盈、曾信霖、鄭祺鴻
- 錄音師：林啟榮
- 錄音助理：丁齊盈、曾信霖、鄭祺鴻
- 場務領班：學信、李建融
- 場務助理：李宜臻、壽國璋
- 場務器材：六福影視器材有限公司、宗來影視器有限公司
- 動畫：謝賢傑
- 劇照：陳偉強
- 客語指導：林玉堂
- 後製導演：沈瑞源
- 後製執行：詹秉錞
- HD影像製作＆調光
  - 內容物媒體科技有限公司：高君亭、林偉聖、張雅晴
- 剪接師：吳寶玉
- 音效：偉憶數位科技股份有限公司
- HD P2無帶化攝影機：台灣松下電器股份有限公司

## 外部連結
- 官方网站－八大

## 作品的變遷
| 客家電視台 每週一至週四 20:00 - 20:50 | 客家電視台 每週一至週四 20:00 - 20:50       | 客家電視台 每週一至週四 20:00 - 20:50 |
| ------------------------------------- | ------------------------------------------- | ------------------------------------- |
|                                       | 月滿水沙漣 （2009年5月18日－2009年6月16日） |                                       |
| 女仨的婚事                            | 大將徐傍興                                  |                                       |

| HiHD頻道 每週一至週五 22:00 - 23:00        | HiHD頻道 每週一至週五 22:00 - 23:00         | HiHD頻道 每週一至週五 22:00 - 23:00 |
| ------------------------------------------ | ------------------------------------------- | ----------------------------------- |
|                                            | 月滿水沙漣 （2010年8月30日－2010年9月24日） |                                     |
| 牽紙鷂的手 （2010年8月2日－2010年8月27日） | 菸田少年                                    |                                     |